# 針女
 針女（はりおなご、はりおんな）又稱為笑女（笑い女子，わらいおなご）是日本神话中“令人恐惧的女性食尸鬼” 。她的名字字面意思是“带刺的女人”，据传说针女是一位“美丽的女人，头发极长，尖端有刺状的倒钩”，她的头发“直接受她控制，她用它来诱捕男人”。传说她在日本四国岛爱媛县的道路上徘徊，当她发现一个“年轻男子时，她会对他微笑，如果年轻男子敢回以微笑，针女子就会放下她可怕的带刺的头发并发起攻击。” 针女在水木茂的著書中出現過，在四國 宇和島地方（愛媛縣南部地區）活动。
针女的形象在手游《阴阳师》中被设计成一个角色。

## 概要
其形態和人間的女子沒有區別，但是在她的長髮的髮端卻有無數的鉤針狀的小鉤。 
晚上會在路上對著路過的男子微笑，如果有男子也對其微笑則會追趕該男子，並用發端的鉤子逮捕他。一旦捉捕成功即吸取該男子全部生氣，使其枯竭而亡。 
要擺脫針女，只能快速逃入屋中，將針女關於門外，她才會消失，再開門看時會看到很多帶鉤的頭髮掛在門上，門板上也是傷痕無數。 
針女的特徴和宇和島地方的妖怪濡女子有很多共同點，作家村上健司推測水木茂其實是為了強調其特徵而特意將濡女子命名為「針女」。 

## 腳註
1. ↑  . www.sohu.com.   [2024-10-26].
2. ↑  . yys.163.com.   [2024-10-26]. （原始内容存档于2024-12-08）.
3. 1 2 3  水木茂 『妖鬼化4 中國・四國編』 Softgarage、2004年、124頁。 ISBN 4-861-33016-5。
4. ↑  さかいみなと観光ガイド・水木しげるロードの妖怪たち 的存檔，存档日期2006-02-19. （さかなと鬼太郎のまち境港市刊行ガイド （页面存档备份，存于）內） 2008年8月18日閲覧。
5. ↑  村上健司 『日本妖怪大事典』 角川書店、2005年、267頁。 ISBN 4-048-83926-8。

## 関連項目
- 日本妖怪列表